# Эммаусское сельское поселение
Эмма́усское се́льское поселе́ние — упразднённое муниципальное образование в составе Калининского района Тверской области, существовавшее в 2005 — 2023 годах. 
Административный центр — посёлок Эммаусс.

## Географические данные
Общая площадь: 86,7 км²
Находится в восточной части Калининского района.
Граничит на севере — с Каблуковским СП, на востоке — с Конаковским районом, Городенское СП, на юге — с Щербининским СП, на западе — с городом Тверь.
Северной границей поселения является река Волга, юго-западная граница проходит по Октябрьской железной дороге (линия Москва — Санкт-Петербург).
Поселение пересекает автомагистраль Москва — Санкт-Петербург М10 (E 105).
Через территорию поселения запроектировано прохождение скоростной автомагистрали Москва—Санкт-Петербург, в том числе мостовой переход через Волгу.

## История
С образованием в 1796 году Тверской губернии территория поселения входила в Тверской уезд. После ликвидации губерний в 1929 году территория поселения вошла в Тверской (с 1931 — Калининский) район Московской области. С 1935 года Калининский район входит в состав Калининской области (с 1990 — Тверской).
Образовано в 2005 году, включило в себя территорию Эммаусского сельского округа.
В 2007 году на основании имеющихся архивных документов органами местного самоуправления поселения было принято решение об установлении официальной даты образования поселения — 1628 год. Это год первого известного официального упоминания в Писцовых книгах населённого пункта, названного впоследствии Эммаусом.
В 2008 году Эммаусское сельское поселение отметило юбилей — 380-летие образования Эммауса. В этот год были разработаны и утверждены официальные символы поселения: герб, флаг и гимн, а также была учреждена и стала регулярно выпускаться газета «Родной Эммаус».
Законом Тверской области от 26.05.2023 № 25-ЗО муниципальное образование было упразднено с включением всех населённых пунктов в состав Калининского муниципального округа.

## Население
| \| 2002 \| 2010[5] \| 2011[6] \| 2012[7] \| 2013[8] \| 2014[9] \| 2015[10] \| \| -------- \| -------- \| -------- \| -------- \| -------- \| ------- \| -------- \| \| 5164 \| ↘4667 \| ↘4652 \| ↘4495 \| ↘4423 \| ↘4348 \| ↗4397 \| \| 2016[11] \| 2017[12] \| 2018[13] \| 2019[14] \| 2020[15] \| 2021[2] \| \| \| ↗4424 \| ↘4349 \| ↘4295 \| ↘4274 \| ↗4296 \| ↗4396 \| \| 1000 2000 3000 4000 5000 6000 2011 2016 2021 |       |       |       |       |       |       |
| 2002 | 2010  | 2011  | 2012  | 2013  | 2014  | 2015  |
| 5164 | ↘4667 | ↘4652 | ↘4495 | ↘4423 | ↘4348 | ↗4397 |
| 2016 | 2017  | 2018  | 2019  | 2020  | 2021  |       |
| ↗4424 | ↘4349 | ↘4295 | ↘4274 | ↗4296 | ↗4396 |       |

## Состав сельского поселения
| №  | Населённый пункт          | Тип населённого пункта          | Население |
| -- | ------------------------- | ------------------------------- | --------- |
| 1  | Воскресенское             | деревня                         | ↘40       |
| 2  | Голениха                  | деревня                         | ↗31       |
| 3  | Городище                  | деревня                         | ↘30       |
| 4  | Горохово                  | деревня                         | ↘89       |
| 5  | Губино                    | деревня                         | ↘13       |
| 6  | Коленовка                 | деревня                         | ↘9        |
| 7  | Кузьминское               | село                            | ↘69       |
| 8  | Миснево                   | деревня                         | ↘12       |
| 9  | Мятлево                   | деревня                         | ↘35       |
| 10 | Новое Семёновское         | деревня                         | ↘152      |
| 11 | Ошурково                  | деревня                         | ↘11       |
| 12 | Пасынково                 | деревня                         | ↘123      |
| 13 | Полукарпово               | деревня                         | ↘21       |
| 14 | Прибытково                | деревня                         | ↘26       |
| 15 | Смолино                   | деревня                         | ↘20       |
| 16 | Старая Ведерня            | деревня                         | ↘22       |
| 17 | Старое Семёновское        | деревня                         | ↘1        |
| 18 | Эммаусс                   | посёлок, административный центр | ↘3267     |
| 19 | Эммаусс                   | село                            | ↘167      |
| 20 | Эммаусская Школа-Интернат | населённый пункт                | ↘526      |

## Экономика
В Эммаусе в 1977 году был создан Всероссийский научно-исследовательский институт мелиорированных земель (ВНИИМЗ) . Кроме научной деятельности институт занимался и сельскохозяйственным производством (ОПХ «Заветы Ленина»), в котором были заняты жители деревень поселения.

## Люди, связанные с сельским поселением
В Эммаусе родился знаменитый художник Владимир Серов, в честь которого в посёлке основан музей.